# ○×クイズ
○×クイズ（まるばつクイズ）とは、クイズの形式の一つで、問題文が正しい（○）か否（×）かを答えるもの。YES-NOクイズ等、さまざまな呼び名がある。

## 概要
一般的にクイズは解答者の知識が豊富なほど正解しやすいが、○×クイズは正解が「○」か「×」の二者択一なので、知識が乏しくても勘によって50%の確率で正解できるといえる。二者択一という点では、「○○の××はどっち?」という問題の二択クイズも本質的に同等である。そのため、クイズ初心者でも楽しめる。
日本での○×クイズは、テレビのクイズ番組『地上最大のクイズ』で大々的に使われるようになってからそれが知られるようになったが、『アメリカ横断ウルトラクイズ』（日本テレビ系）の第一次予選が最も有名である。『全国高等学校クイズ選手権』（同局系）の「YES-NOクイズ」（現在は○×クイズに改称）や『クイズ面白ゼミナール』（NHK総合テレビ）の「紹介クイズ（ホント・ウソクイズ）」、さらには番組全体が○×クイズのみで構成される『クイズ天国と地獄』（TBS系）、『究極の○×クイズSHOW!!超問!真実か？ウソか？』（日本テレビ系）などがある。
問題を作りやすいため、入学試験、入社試験、クイズゲームなど、何らかの形で問題を出題する多くの場面で○×・二択クイズが登場する。
発展形として「×の場合は誤っている部分を訂正せよ」という形式の問題もあり、その訂正や理由の指摘が間違っていれば不正解となる。
『アメリカ横断ウルトラクイズ』では、数万人の参加者から100人ほどまで絞り込む予選で○×クイズが使われた。後楽園球場・東京ドームに集められた挑戦者たちが、○と×を表すグラウンド内のゾーンに一斉に分かれて移動することで問題に答えた。解答者が多くても一人一人の正誤の判定が容易なクイズ形式だと分かる。
クイズ初心者でも楽しみやすい、問題を作りやすい、大人数を捌くのに適しているなどの理由から、市区町村や学校で行われるクイズ大会イベントの序盤でよく見かけられる。

## 短所
問題文が「□□というものが存在する」「かつて□□だった」という形式の場合は正解が○の場合が多い。「存在しないこと」「□□でなかったこと」を証明するためには、過去から現在に至るまでのあらゆる事実や文献等を調べた上で、それでも存在しなかった、と結論付ける必要があるが、「存在すること」「□□であったこと」の裏取りは簡単（1つでも存在する事実を証明出来れば良い）なためである。
これを逆手に取って、初めからでたらめの内容をもっともらしく出題し、「○」と思わせて引っかけるやり方もある（例題で挙げた「地球上には……」のような問題。『ウルトラクイズ』でいう「そんなわけないだろ」という問題である）。ただし、でたらめのつもりで出したら本当だった、ということもあり得るため、問題作成の裏取り（本当に「そんなわけない」ことの確認）に手間が掛かることは確かである。
また、○×クイズに限らないことだが、事実関係の変化により、答えが変わってしまうことがある。そのため、当初はでたらめのはずが、そうではなくなった例もある。
勘で答えても5割の確率で当たってしまうため解答者の知識レベルを知るのにはあまり向いていない（正解が「○」と「×」の2種類しかないため、「○」「×」の問題を半々ずつ均等になるよう作成しないと、正解の偏りと傾向が解答者に見抜かれる恐れもある。100問出題するとすれば、「○」「×」の問題をそれぞれ50問ずつ作成するなど）。ただし、でたらめに選んで全問正解する確率は問題数が1問増えるごとに半分になっていくため、問題数をある程度増やせば精度は高まる。
参加者が個別に隔離されず他人の答えを知ることができる状況で行う場合、集団力学（集団心理）によって結果が左右されることがある。
テレビ番組等におけるパターンとして、場を盛り上げるため「一見意外に思える選択肢が正解」（当然に思える側の選択肢が正解だとおもしろみに欠け、クイズとして成立しにくい）となる傾向が強いので、問題作成者の心理に立って考えれば、正解が推測できる問題が多い。ただし、これを逆手に取り、当然に思える側の選択肢を正解とすることで、大量の参加者を脱落させるパターンもある。

## 例題
- 沖縄県には沖縄市がある。 → 答：○ （県庁所在地は那覇市であるが、それとは別に沖縄市という市もある）
- 地球上には、乳房のある鳥もいる。 → 答：× （乳房があるのは哺乳類だけであり、乳房がある鳥類は存在しない）
- 日本には「ハゲ」という駅がある。 → 答：○ （JR予土線に半家駅（はげえき）がある）。